# Johannes Trithemius

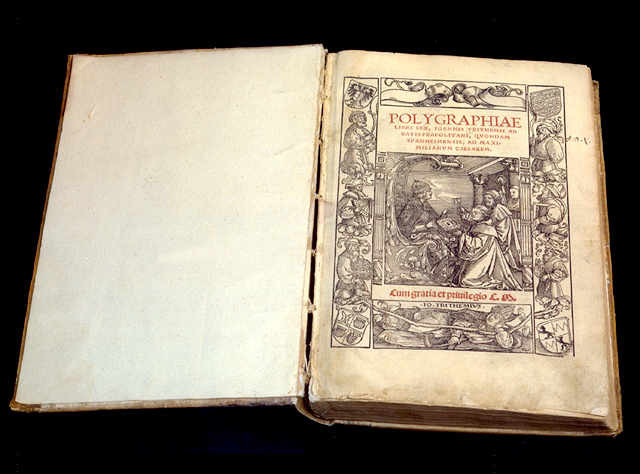
Polygraphia (1518) – az első nyomtatott kriptográfiai könyv

Johannes Trithemius (Trittenheim, 1462. február 1. – Würzburg, 1516. december 13.) német teológus, kriptográfus, polihisztor bencés szerzetes. Johann Heidenberg néven született de a név, melyen sokkal ismertebb, szülővárosának, a németországi Trittenheimnek nevéből ered.

## Életrajz
A Heidelbergi Egyetemen tanult. Amikor 1482-ben az egyetemről hazafelé tartott, egy nagy hóvihar lepte meg, ezért a Bad Kreuznachhoz közeli Sponheim bencés apátságán keresett menedéket. Úgy döntött, hogy ott marad, s nem is hiába, hiszen 1483-ban, amikor mindössze huszonegy éves volt, megválasztották apátnak. Elindult hát a szegény, fegyelmezetlen, romos apátság kulturális központtá való fejlesztésének rögös útján. A tisztségének időszaka alatt az apátsági könyvtár mérete úgy ötven könyvről több, mint kétezerre emelkedett. Azonban törekvései nem csak dicséretben részesültek, még az sem segített elfogadásában, hogy egyesek varázslónak tartották. A kolostorral szembeni növekvő ellentétek a visszavonulásához vezettek 1506-ban, amikor Würzburg püspökének, Lorenz von Bibrának (1495-1519 között püspök) az ajánlatát elfogadta és a würzburgi Schottenkloster („Skót kolostor”) apátja lett, mely tisztséget egészen élete végéig betöltött.
Tanítványa volt többek között Agrippa von Nettesheim (1486-1535).

## Steganographia
Leghíresebb műve a Steganographia (1499-ben írta, 1606-ban adták ki Frankfurtban és 1609-ben került az Index librorum prohibitorumra, vagyis az egyház által tiltott könyvek listájára). Ez a műve három kötetes, és eleinte úgy vélték, a fekete mágiáról szól – egész pontosan a lélek használatáról a távolsági kommunikációban. Amióta 1606-ban az első két kötethez kiadták a dekódoló kulcsot, azóta tudjuk, hogy valójában a kriptográfiával és a szteganográfiával foglalkozik. Csak nemrég sikerült feltárni a harmadik kötet tartalmát, amely a tévhitekkel ellentétben (úgy gondolták, a mágiáról szól) további kriptográfiai anyagot tartalmaz. E művétől kölcsönözte nevét szteganográfia területe.

## További művei
További művei között található a De septum secundeis, 1508 („A hét másodlagos értelemről”), egy asztrológián alapuló világtörténet; Annales Hirsaugiensis (1514); és a Polygraphia (1518).
- Annales Hirsaugiensis. A teljes címe Annales hirsaugiensis…complectens historiam Franciae et Germaniae, gesta imperatorum, regum, principium, episcoporum, abbatum, et illustrium virorum, ami magyarul annyit tesz: „Hirsau krónikája…benne Franciaország és Németország történetével, császárok, királyok, hercegek, püspökök, apátok és egyéb illusztris emberek hőstetteivel”. Hirsau egy Württemberghez közeli kolostor volt, amelynek az apátja 1495-ben rendelte meg ezt a művet, de Trithemius a két kötetes és 1400 oldalas munkával csak 1514-ben készült el. 1690-ben nyomtatták először. Egyesek az első humanista történelemkönyvnek tekintik.